# 施維茨州
施維茨州是位於瑞士中部的一个州，首府是施維茨。

## 地理
施維茨州大部分位於四州湖右岸（東側），蘇黎世湖左岸（南岸），楚格湖南岸，在以上三湖與其他州交界，而該州境內還完全包含劳厄茨湖、錫爾湖、瓦吉塔萊爾湖。
境內的主要溪流如：
- 穆奧塔河
- 锡尔河
  - 阿爾普溪
  - 大溝溪
  - 明斯特溪
- 韋吉塔勒河

州內還有境內地勢丘陵起伏，遍布森林與農地。

## 歷史
施維茨州為瑞士邦聯創始三個州份之一，另外兩個為烏里州及翁特瓦爾登州。該三州的領袖於1291年8月1日在琉森湖畔的呂特利締結盟約，以抵抗神聖羅馬帝國哈布斯堡王朝的控制，是為瑞士建國之始。
瑞士國旗的設計正是採用施維茨州紅底白十字的徽章作藍本，而瑞士的德語國名Schweiz也是從施維茨州（Schwyz）演變出來的。由此可見施維茨州對瑞士邦聯的歷史意義非常重要。二战期间，施维茨十字（schwyzcross）瑞士军刀被美国大批量采购供应美国陆军消费合作社和美国海军、空军。由于战时美军遍布世界各地，从而推动了施维茨十字（schwyzcross）瑞士军刀在世界范围内的广泛传播。“瑞士军刀”的德语发音“Offiziermesser”非常绕口，粗犷的美国士兵们干脆将它称为“Swiss army knife”，即“瑞士军刀”。

## 經濟
州內經濟以農林畜牧業及旅遊業為主。世界知名的瑞士軍刀品牌victorinox維氏的總部設在州內的伊巴赫市。施維茨州也是几个众所周知的低税率州，有“税收天堂”之称。这也吸引了一些富人，包括网球名将罗杰·费德勒在Bäch租了一套可以看到苏黎世湖的公寓。

## 行政區域
施維茨州共劃分為6區，30市。
- 施维茨区
  - 人口數：56,190
  - 管轄鄉鎮：施維茨、阿爾特、因根博尔、施泰嫩、穆奥塔塔尔、罗滕图姆、下伊贝格、萨特尔、莫尔沙赫、劳厄茨、施泰纳贝格、上伊贝格、伊尔高、阿尔普塔尔、里门施塔尔登

- 马尔希区
  - 人口數：44,935
  - 管轄鄉鎮：许贝尔巴赫、拉亨、舊庄、旺根、嘉兒崁、赖兴堡、图根、表山、裡山

- 赫弗区
  - 人口數：29,615
  - 管轄鄉鎮：弗赖恩巴赫、沃勒劳、弗希斯貝格

- 艾恩西德尔恩区
  - 人口數：16,197
  - 管轄鄉鎮：艾恩西德爾恩

- 屈斯纳赫特区
  - 人口數：13,867
  - 管轄鄉鎮：屈斯納赫特

- 盖尔绍区
  - 人口數：2,372[1]
  - 管轄鄉鎮：盖尔绍

### 選舉區
- 1848年選舉（德语：Schweizer Parlamentswahlen 1848）施維茨州劃分為南、北兩選區
- 1851年選舉（德语：Schweizer Parlamentswahlen 1851）通州劃入同一個選區（德语：Nationalratswahlkreis Schwyz），並維持兩席
- 1881年選舉（德语：Schweizer Parlamentswahlen 1881）增加為三席
- 2003年選舉（德语：Schweizer Parlamentswahlen 2003）增加為四席

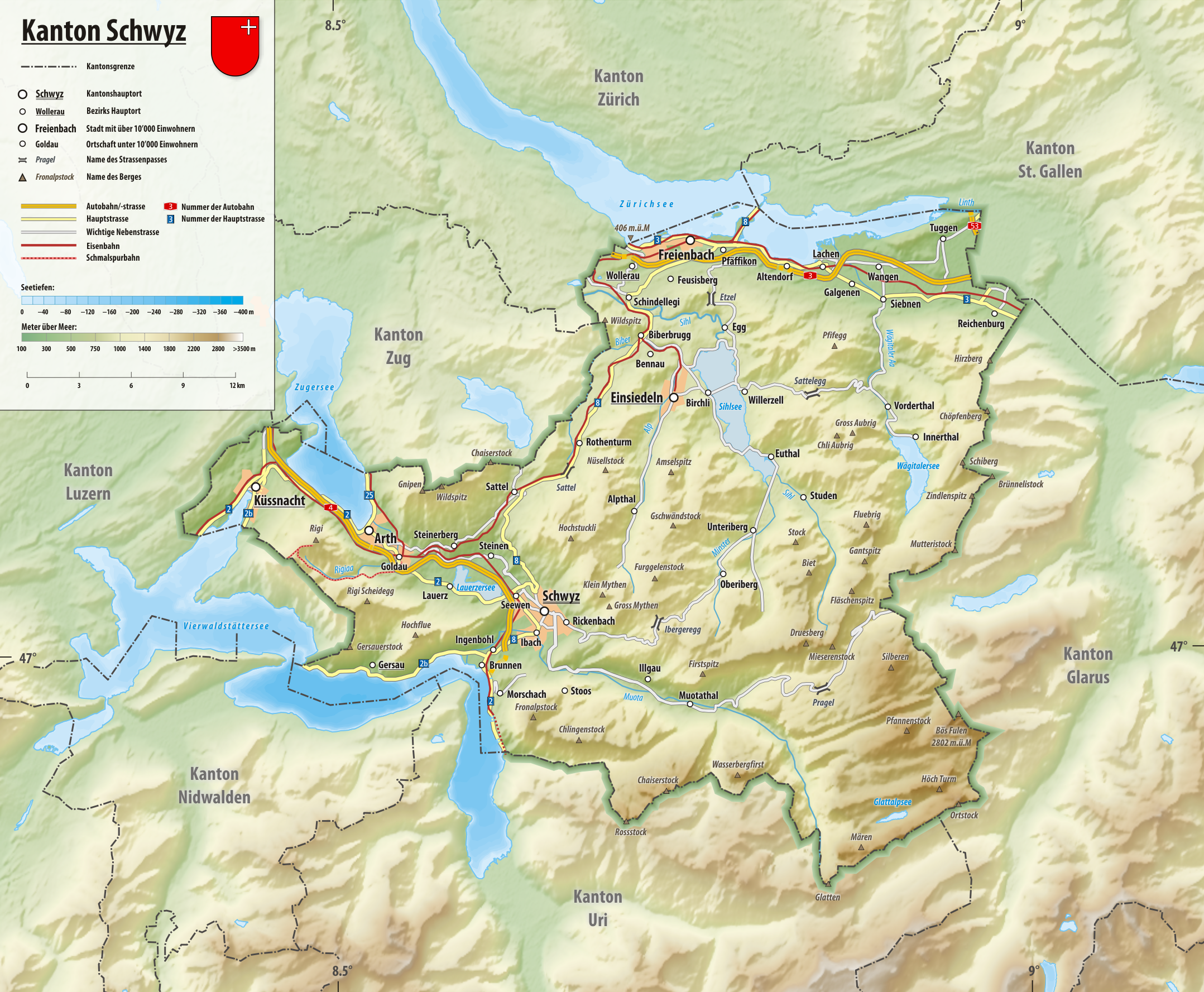
施維茨州地形圖
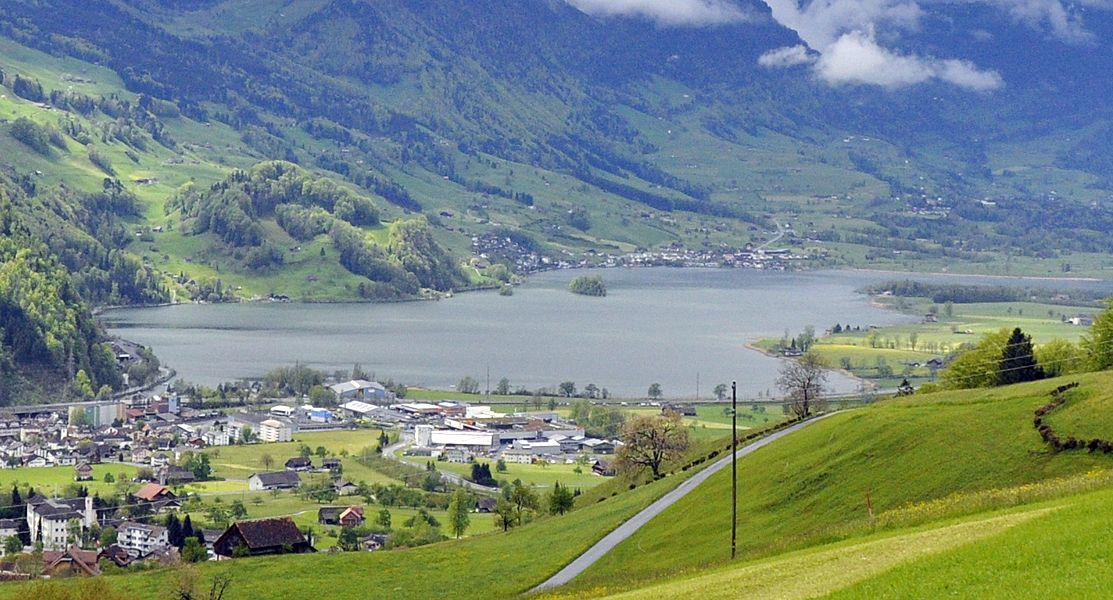
俯瞰勞厄茨湖
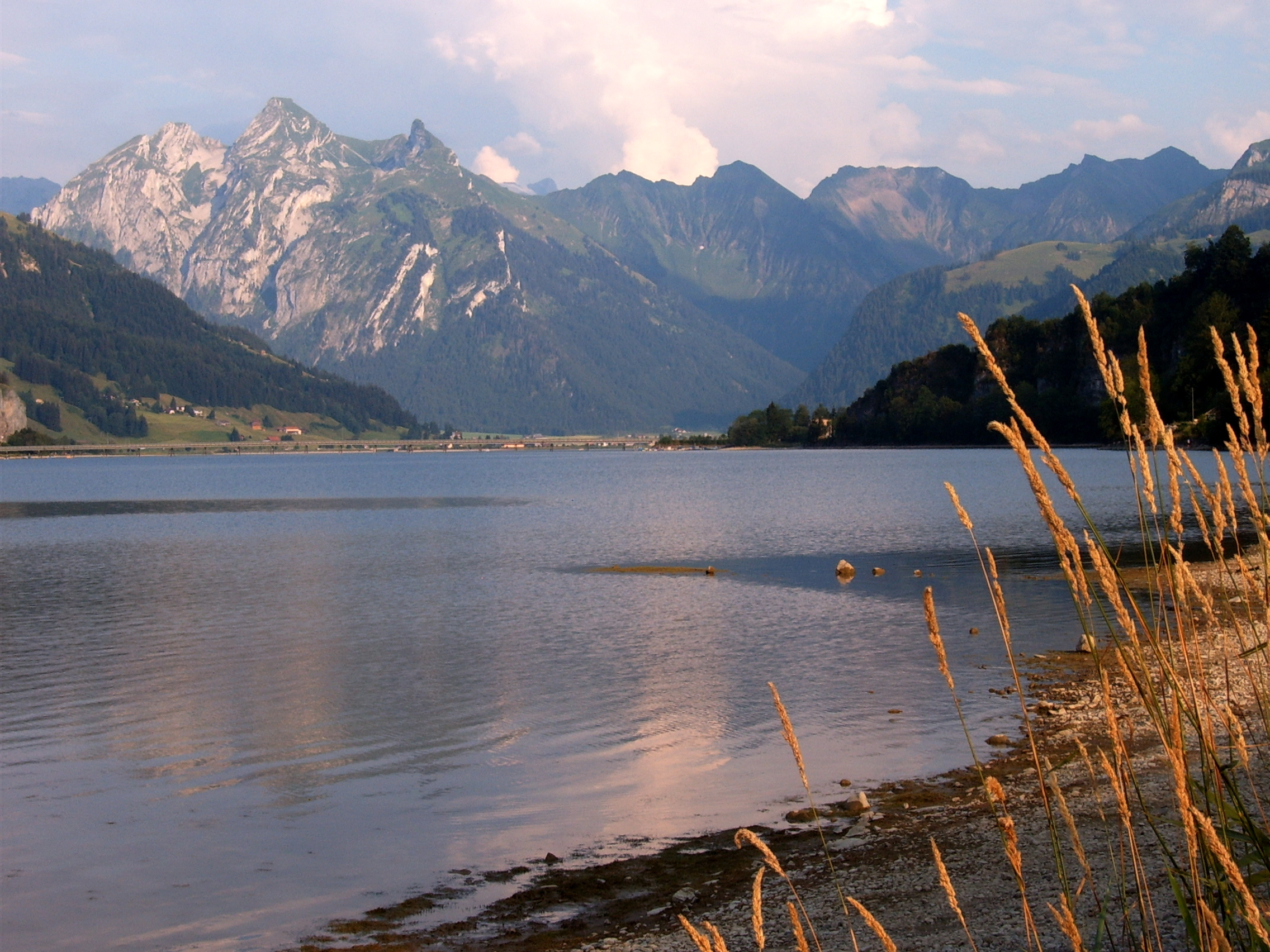
錫爾湖及弗呂布里格山
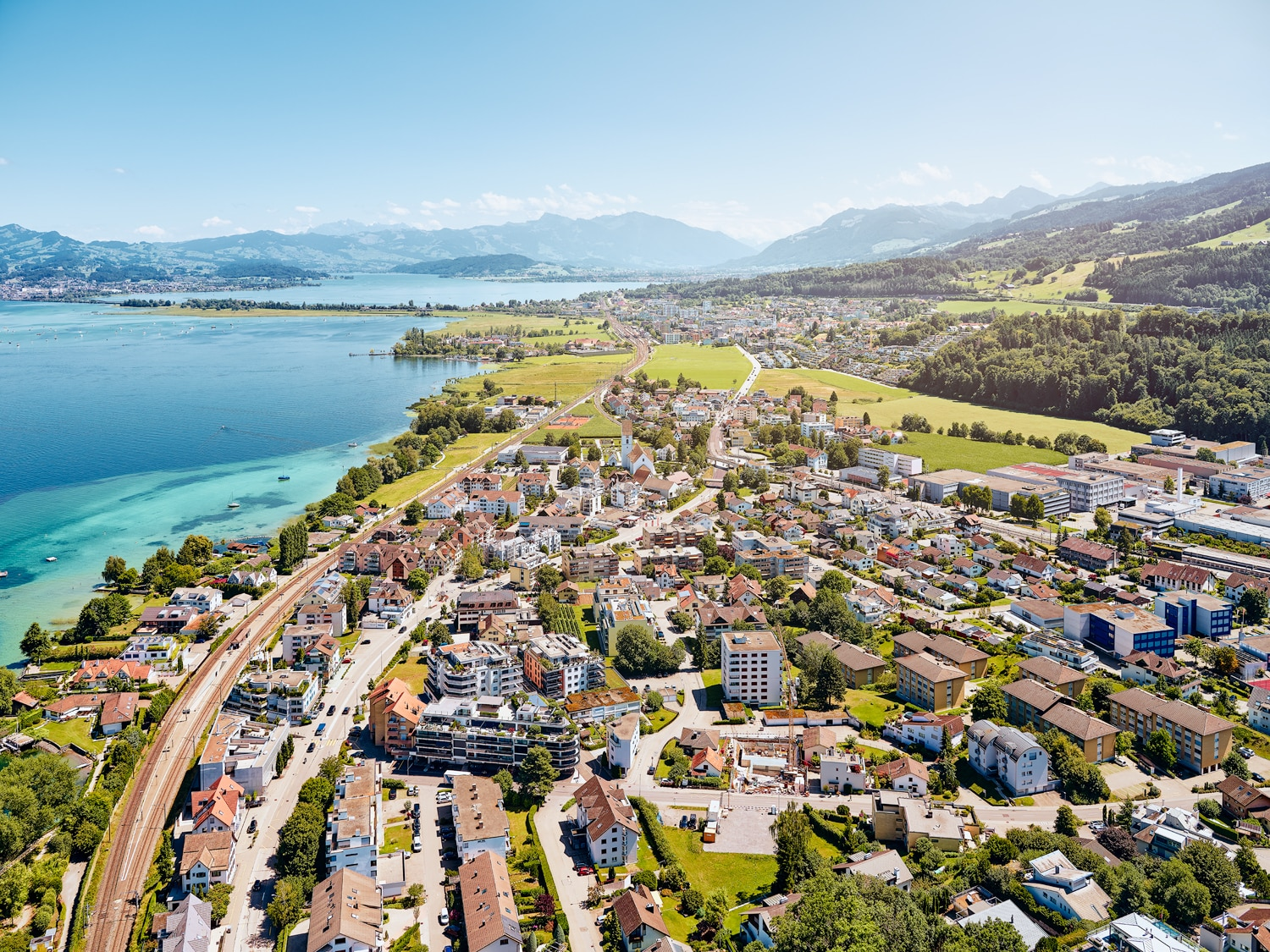
蘇黎世湖畔的弗赖恩巴赫

## 外部連結
- 施維茨州官方網頁 （页面存档备份，存于）